# Poljane nad Škofjo Loko
Poljane nad Škofjo Loko este o localitate din comuna Gorenja vas - Poljane, Slovenia, cu o populație de 390 de locuitori.